# Ренгха Родевил
Ренгха Родевил (на немски: Rengha Rodewill) е немски фотограф, автор, художник, график и танцьор.

## Биография
Родена е през 1948 г. в Хаген, Германия и изучава танцов танц с Ingeburg Schubert-Neumann в Хаген и рисуване с Уил Д. Нагел. След като учи в Италия и Испания, тя се премества в Берлин през 1978 г., където през 1998 г. открива студио в Потсдам-Бабелсберг.
С Ева Стритматер, която е част от първата си публикация „Interlude – Поезия и фотография“ (2010), Родеуил използва артистична обмяна от 2000 г. до смъртта на Стритматер през 2011 г. Родевил има изложби в страната и чужбина. Тя е и инициатор на многобройни кросоувър проекти. Изложбите и събитията на Родеуил, които тя държи в продължение на много години, се отличават с известни художници без заплащане. Във фондация „Фридрих Науман“ в Потсдам-Бабелсберг през май 2004 г. Родевил показва предмети и материални колажи под заглавието BTrachtungsweisen, изображения от серията цикли в квадрат. За 100-тния рожден ден на еврейския поет Mascha Kaléko Ренгха Родевил създава двустепенна арт инсталация. Изложбата Hommage à Mascha Kaléko се състои през септември 2007 г. в музея Georg Kolbe в Берлин. През септември 2009 г. актрисата и Дисус напускат и Гиеза Май пее благотворителност за Спароу на благотворителното събитие на Ренгха Родевил.
Изкуствата на Родевил са частни и в колекции.

## Книги
- Zwischenspiel – Lyrik, Fotografie. Zusammen mit Eva Strittmatter. Plöttner Verlag, Leipzig 2010, ISBN 978-3-86211-005-6
- Einblicke – Künstlerische – Literarische – Politische. Die Bildhauerin Ingeborg Hunzinger. Mit Briefen von Rosa Luxemburg. Karin Kramer Verlag, Berlin 2012, ISBN 978-3-87956-368-3
- Bautzen II – Dokumentarische Erkundung in Fotos mit Zeitzeugenberichten und einem Vorwort von Gesine Schwan. Vergangenheitsverlag, Berlin 2013, ISBN 978-3-86408-119-4
- Hoheneck – Das DDR-Frauenzuchthaus, Dokumentarische Erkundung in Fotos mit Zeitzeugenberichten und einem Vorwort von Katrin Göring-Eckardt. Vergangenheitsverlag, Berlin 2014, ISBN 978-3-86408-162-0
- -ky's Berliner Jugend – Erinnerungen in Wort und Bild. Zusammen mit Horst Bosetzky. Vergangenheitsverlag, Berlin 2014, ISBN 978-3-86408-173-6
- Angelika Schrobsdorff – Leben ohne Heimat (Biografie). Bebra-Verlag, Berlin 2017, ISBN 978-3-89809-138-1
- на български: Ангелика Шробсдорф (биография с фотографии), be.bra Verlag, Берлин, Германия 2017, 978-3-89809-138-1